# Kevin Conroy
Kevin Conroy (30 de Novembro de 1955 – 10 de novembro de 2022) foi um ator e dublador norte-americano, provavelmente mais conhecido por ter sido o responsável pela voz inglesa do personagem Batman em dezenas de séries e filmes de animação.

## Biografia
Nascido em Westbury, no estado de Nova Iorque, Kevin mudou-se para Westport, Connecticut, quando tinha aproximadamente onze anos de idade. Em 1973, já com dezessete anos, ele mudou-se para Nova Iorque e começou a estudar na divisão de drama da Escola Julliard, onde foi aluno do ator John Houseman. Em 1978, depois de se formar, ele fez uma turnê com o grupo "The Acting Company" de Houseman, e, em 1979, participou de uma turnê nacional com o grupo "Deathtrap".
Em 1980, Conroy decidiu ingressar no mercado televisivo e se mudou para a Califórnia e logo conseguiu um papel na soap opera Another World. Entretanto, ele logo voltou ao teatro associando-se ao Old Globe Theatre de San Diego e interpretou papéis em peças como Hamlet e Sonho de uma Noite de Verão. De 1980 a 1985, ele atuou em várias produções contemporâneas e de época, incluindo Eastern Standard e Lolita na Broadway. Conroy é respeitado por interpretar principalmente personagens de obras de Shakespeare e, em 1984, interpretou Hamlet no New York Shakespeare Festival.
Kevin retornou à televisão no telefilme Covernant e conseguiu um papel em outra soap opera, Search for Tomorrow. Em 1987, ele se tornaria um membro regular do elenco da série O'Hara e posteriormente de Tour of Duty, entre os anos de 1987 e 1988, antes de co-estrelar outros seriados. Entre as participações especiais do seu currículo constam aparições em Cheers, Dynasty e Matlock.
A partir de 1992, Conroy tornaria-se mais conhecido por dar voz ao Batman de Batman: The Animated Series. Ele também dublaria o personagem em outras séries como The New Batman Adventures, Batman Beyond, Justice League, Justice League Unlimited, Superman: The Animated Series, Static Shock e The Zeta Project, bem como em filmes como Batman: Mask of the Phantasm, Batman & Mr. Freeze: SubZero, Batman Beyond: Return of the Joker, Batman: Mystery of the Batwoman. Incluindo cada atuação de Conroy como Batman, ele interpretou o Cavaleiro das Trevas mais vezes que Christian Bale, George Clooney, Val Kilmer, Michael Keaton e Adam West juntos.
Seus hobbies incluiam viajar, correr, andar de bicicleta e pintar. Em seu tempo livre, ele também fazia trabalhos voluntários. Conroy tinha dois irmãos e uma irmã. Era abertamente homossexual e já trabalhou na DC Pride, lançada em 2022.
O ator morreu em 10 de novembro de 2022, aos 66 anos, no Hospital Mount Sinai em Nova Iorque, de câncer no intestino.

## Trabalhos
- MultiVersus - (2022, Bruce Wayne / Batman)
- Lego DC Super-Villains - (2018, Bruce Wayne / Batman)
- Injustice 2 - (2017, Bruce Wayne / Batman)
- He-Man and the Masters of the Universe - (2022, como Hordak no episódio "The End of the Beginning (Parte 2 de 2)")
- Masters of the Universe: Revelation - (2021, como Mer-Man no episódio "The Most Dangerous Man in Eternia")
- Welcome to the Wayne - (2019, sete episódios)
- Scooby-Doo and Guess Who? - (2019, um episódio)
- Justice League vs. the Fatal Five - Bruce Wayne/Batman (2019, filme direto para o vídeo)
- Batwoman - "Crisis on Infinite Earths: Part Two" (2019, série televisiva) - Bruce Wayne/Batman
- Teen Titans Go! - (2018, Bruce Wayne / Batman; episódio "Real Orangins")
- Batman and Harley Quinn - (2017, direto para o DVD; Bruce Wayne / Batman)
- Batman: The Killing Joke  (2016, animação) - Batman
- Batman: Arkham Knight (2015; vídeo game) - Batman
- Jay & Silent Bob’s Super Groovy Cartoon Movie (2013)
- Justice League: The Flashpoint Paradox (2013; DTV film) - Bruce Wayne/Batman and Thomas Wayne/Batman
- Injustice: Gods Among Us (2013; video game) - Bruce Wayne/Batman
- Justice League: Doom (2012) - Batman/Bruce Wayne
- Batman: Arkham City (2011; vídeo game) - Batman/Bruce Wayne
- Superman/Batman: Apocalypse (2010) - Batman/Bruce Wayne
- Batman: Arkham Asylum (2009; vídeo game) - Batman/Bruce Wayne
- Batman: Gotham Knight (2008) - Batman/Bruce Wayne
- Batman: Mystery of the Batwoman (2003) - Batman/Bruce Wayne
- Batman: Rise of Sin Tzu (2003; vídeo game) - Batman/Bruce Wayne
- Lords of EverQuest (2003; vídeo game) - Lord Palasa
- Max Payne 2: The Fall of Max Payne (2003; vídeo game) - Lord Jack/Cleaner/Commando
- Justice League / Justice League Unlimited (2001-2005; série de TV) - Batman/Bruce Wayne
- Jak and Daxter: The Precursor Legacy (2001; vídeo game) - Fisherman
- Batman: Vengeance (2001; vídeo game) - Batman/Bruce Wayne
- Batman Beyond: Return of the Joker (2000) - Bruce Wayne
- Batman Beyond (1999-2001; série de TV) - Bruce Wayne
- Crusaders of Magic and Light (1999; vídeo game) - ?
- Batman & Mr. Freeze: SubZero - (1998) - Batman/Bruce Wayne
- The New Batman Adventures (1997-1999; série de TV) - Batman/Bruce Wayne
- The Office (1995; TV series) - Steve Gillman
- Island City (1994; telefilme) - Col. Tom Valdoon
- Batman: Mask of the Phantasm - (1993) - Batman/Bruce Wayne
- Batman: The Animated Series (1992-1995; série de TV) - Batman/Bruce Wayne
- Rachel Gunn, R.N. (1992; série de TV) - Dr. David Dunkle
- Chain of Desire (1992) - Joe
- The Secret Passion of Robert Clayton (1992; telefilme) - Hunter Roy Evans
- Battle in the Errogenous Zone (1992; telefilme) - Mondo Ray
- Hi, Honey - I'm Dead (1991; telefilme) - Brad Stadler
- The Face of Fear (1990; telefilme) - Frank Dwight Bollinger
- So Proudly We Hail (1990; telefilme) - Francis Crosby
- Killer Instinct (1988; telefilme) - Dr. Steven Nelson
- Tour of Duty (1987-1988; série de TV) - Capt. Rusty Wallace
- O'hara (1987; série de TV) - Capt. Lloyd Hamilton
- Dynasty (1985-1986; série de TV) - Bart Fallmont
- Covenant (1985; TV movie) - Stephen
- Search For Tomorrow (1984-1985; série de TV) - Chase Kendall
- George Washington (1984; minissérie) - John Laurens
- Kennedy (1983; minissérie) - Ted Kennedy
- Born Beautiful (1982; telefilme) - Stan
- Another World (1980-1981; série de TV) - Jerry Grove #2
- How To Pick Up Girls! (1978; telefilme) - Bartender